# Сухановский (хутор)
Сухановский (Суханов) — хутор в Суровикинском районе Волгоградской области России. Входит в состав Качалинского сельского поселения.

## География
У хутора протекает река Лиска, в которую вливается на северной окраине небольшой приток.

### Улицы
- ул. Поселок 1
- ул. Поселок 2
- ул. Поселок 3
- ул. Поселок 4
- ул. Поселок 5

## История
При создании в 1935 году Кагановичского района в него входил Сухановский сельский совет, куда входил один хутор Сухановский. По решению исполнительного комитета Сталинградского областного совета депутатов трудящихся от 9 июля 1953 года № 24/1600 по Кагановичскому району, были объединены следующие сельские Советы: Плесистовский, Сухановский, Евсеевский и Скворинский — в один Майоровский сельский совет.

## Население
| 2010 |
| ---- |
| 155  |

Население хутора в 2002 году составляло 190 человек.

## Инфраструктура
Имеется Сухановский ФАП.